# Comuna Lîpivka, Tomașpil
Lîpivka (în ucraineană Липівка) este o comună în raionul Tomașpil, regiunea Vinnița, Ucraina, formată din satele Iarîșivka și Lîpivka (reședința).

## Demografie
Componența lingvistică a satului Lîpivka
     Ucraineană (99,08%)
     Alte limbi (0,92%)
Conform recensământului din 2001, majoritatea populației satului Lîpivka era vorbitoare de ucraineană (99,08%), existând în minoritate și vorbitori de alte limbi.